# Territorio británico de ultramar
Los territorios británicos de ultramar (en inglés: British Overseas Territories) son catorce territorios bajo la soberanía de la Corona británica pero que no forman parte integrante del Reino Unido. Se trata de colonias que no se independizaron o que votaron para seguir siendo territorios británicos. Diez de esos territorios —todos excepto las reclamaciones en la Antártida, el Territorio Británico del Océano Índico, las islas Georgias del Sur y Sandwich del Sur, y Acrotiri y Dhekelia (dos bases militares en Chipre)— se encuentran en la lista del Comité Especial de Descolonización de la Organización de las Naciones Unidas.
Estos territorios deben ser distinguidos de las dependencias de la Corona —las islas del Canal (Jersey y Guernesey) e Isla de Man—, que tienen un estatus distinto con respecto al Reino Unido. Tampoco deben ser confundidos con los reinos de la Mancomunidad de Naciones o Commonwealth.
Hoy en día la mayoría de los territorios dependientes no son administrados directamente por el Reino Unido sino que tienen su propio gobierno que las administra, y el Reino Unido se encarga de su protección, de las relaciones exteriores y asuntos de negocios. No tienen representación en el Parlamento del Reino Unido y se han rechazado las propuestas para incluirlos como parte del Reino Unido.
Al rey Carlos III se le conoce, en estos territorios, como rey del Reino Unido, a diferencia de lo que sucede en los reinos de la Mancomunidad de Naciones, donde  Carlos III es conocido como rey de esos mismos países (ej. en Canadá se le conoce como rey de Canadá, en Australia como rey de Australia, etc).
Cada territorio tiene un gobernador elegido por el monarca del Reino Unido, que trabaja como representante del Gobierno de Su Majestad. Los gobernadores se encargan y tienen el poder de la seguridad en el territorio y de la representación entre el territorio y el Gobierno británico; también disuelven la legislatura y actúan para hacer cumplir las leyes. Dependiendo del nivel de poder, suelen ser más simbólicos o tener mayor relevancia. Todos los gobernadores suelen proceder del Reino Unido (en su mayor parte de la nación constitutiva de Inglaterra).

## Lista de territorios
La Corona británica reconoce 14 territorios con el estatus de Territorio Británico de Ultramar, pero uno de ellos, el Territorio Antártico Británico, es una reclamación sin pleno reconocimiento internacional. Esta reclamación se superpone parcialmente con el área reclamada por Chile (Territorio Chileno Antártico) y totalmente con la reclamada por Argentina (Antártida Argentina). Debido a las disposiciones del Tratado Antártico, las leyes británicas no afectan a las demás naciones que mantienen bases en el área reclamada, por lo que la soberanía británica no es efectiva en la práctica, como tampoco lo son la chilena o la argentina. 
En los otros 13 territorios, la Corona Británica ejerce su soberanía de forma efectiva, aunque algunos de ellos son reclamados por otras naciones.

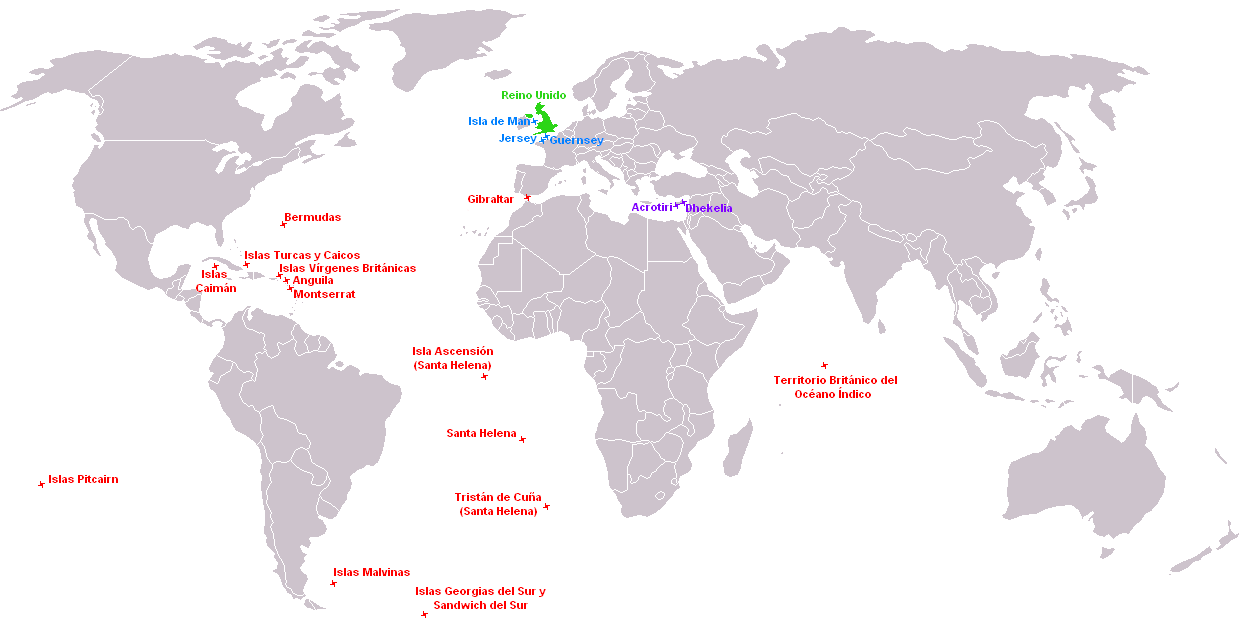
Territorios británicos de ultramar.
Reino Unido de Gran Bretaña e Irlanda del Norte.
Dependencias de la Corona.
Bases Soberanas.

| Bandera | Escudo | Territorio británico de ultramar                                                         | Observaciones | Población                                                                                              | Superficie  | Capital                  | Reclamado por |
| ------- | ------ | ---------------------------------------------------------------------------------------- | --- | --- | ----------- | ------------------------ | --- |
|         |        | Akrotiri y Dekelia (Akrotiri and Dhekelia)                                               | Bases soberanas del Reino Unido en la isla de Chipre. Es cooficial el griego. | 7700 hab. permanentes de nacionalidad chipriota (8000 no permanentes de nacionalidad británica) (2019) | 255 km²     | Episkopí                 | Chipre |
|         |        | Anguila (Anguilla)                                                                       | Se ubican en las Antillas Menores, mar Caribe (Comprende entre otras las siguientes islas: Anguila, Anguillita, Dog, Prickly Pear, Sandy y Sombrero).                                                                             | 14 869 hab. (2019)                                                                                     | 102 km²     | El Valle (The Valley)    | - |
|         |        | Bermudas (Bermuda)                                                                       | Se ubican en América del Norte en el Atlántico. Comprende más de 150 islas, las más importantes son: Gran Bermuda, Saint George, Saint David, Somerset, Irlanda y Boaz.                                                           | 62 506 hab. (2019)                                                                                     | 53,3 km²    | Hamilton                 | - |
|         |        | Islas Georgias del Sur y Sandwich del Sur (South Georgia and South Sandwich Islands)     | Se ubican en el océano Atlántico Sur. Comprende las islas Georgias del Sur y Sandwich del Sur. | 0 hab. (99 no permanentes) (2019)                                                                      | 3903 km²    | Grytviken                | Argentina |
|         |        | Islas Caimán (Cayman Islands)                                                            | Se ubican al noroeste de Jamaica, en el Mar Caribe. Comprende tres islas: Gran Caimán, Caimán Brac y Pequeño Caimán. | 68 076 hab. (2019)                                                                                     | 260 km²     | George Town              | - |
|         |        | Islas Malvinas (Falkland Islands)                                                        | Se ubican en el océano Atlántico Sur, formando parte de América del Sur. Comprende más de 200 islas, las más importantes son: la isla Gran Malvina/West Falkland y la isla Soledad/East Falkland.                                 | 3377 hab. (2019)                                                                                       | 12 173 km²  | Puerto Argentino/Stanley | Argentina |
|         |        | Islas Pitcairn (Pitcairn Islands)                                                        | Se ubican en el océano Pacífico, dentro de la Polinesia. Comprende las islas Pitcairn, Sandy, Oeno, Henderson y Ducie. | 50 hab. (2018)                                                                                         | 47 km²      | Adamstown                | - |
|         |        | Islas Turcas y Caicos (Turks and Caicos Islands)                                         | Se ubican en el océano Atlántico al norte de La Española, incluye las islas Turcas (Gran Turca, Cayo Sal) y las islas Caicos (Caicos del Oeste, Providenciales, Caicos del Norte, entre otras).                                   | 38 191 hab. (2019)                                                                                     | 417 km²     | Cockburn Town            | - |
|         |        | Islas Vírgenes Británicas (British Virgin Islands)                                       | Se ubican en las Antillas Menores, en aguas del mar Caribe. Comprende entre otras islas las siguientes: Tórtola, Virgen Gorda, Jost Van Dyke, Anegada.                                                                            | 31 758 hab. (2019)                                                                                     | 153 km²     | Road Town                | - |
|         |        | Gibraltar                                                                                | Se ubica en el peñón de Gibraltar, entre el mar Mediterráneo y el océano Atlántico, en el sur de la península ibérica. Británica desde 1704 de facto, desde 1713 de iure. Su último título otorgado en 2022 fue Ciudad británica. | 33 701 hab. (2019)                                                                                     | 6,8 km²     | Gibraltar                | España |
|         |        | Montserrat                                                                               | Se ubica en las Antillas Menores, en aguas del mar Caribe. Comprende la isla de Montserrat. Parte de la isla es una zona de exclusión no habitable temporalmente.                                                                 | 5215 hab. (2019)                                                                                       | 102 km²     | Plymouth y Brades        | - |
|         |        | Santa Elena, Ascensión y Tristán de Acuña (Saint Helena, Ascension and Tristan da Cunha) | Se ubica en el océano Atlántico sur al oeste de África. Se trata de varios archipiélagos divididos entre Santa Elena (122 km²), Ascensión (91 km²) y Tristán de Acuña (207 km²).                                                  | 5633 hab. (2016)                                                                                       | 420 km²     | Jamestown                | |
|         |        | Territorio Británico en el Océano Índico (British Indian Ocean Territory)                | 70 islas en el océano Índico. Comprende el archipiélago de Chagos, siendo su isla más grande Diego García con 44 km². | 0 hab. (3000 no permanentes) (2019)                                                                    | 60 km²      | Diego García             | Reclamada por Mauricio, con quien se está ultimando un acuerdo de cesión de soberanía. Incluye siete atolones del archipiélago de Chagos y la isla de Diego García. |
|         |        | Territorio Antártico Británico (British Antarctic Territory)                             | Reclamación del Reino Unido suspendida por el Tratado Antártico, sin soberanía efectiva. | 0 hab. (50 no permanentes) (2019)                                                                      | 1709400 km² | Base Rothera             | Parcialmente por Argentina y Chile |

## Población
Con las excepciones del Territorio Antártico Británico (una reclamación territorial), las Islas Georgias del Sur y Sandwich del Sur (que albergan únicamente a funcionarios y personal de estaciones de investigación) y el Territorio Británico del Océano Índico (utilizado como base militar), los Territorios albergan poblaciones civiles permanentes. La población permanente en las Bases Soberanas de Akrotiri y Dhekelia está limitada a 7 mil ciudadanos de la República de Chipre.
En conjunto, los Territorios tienen una población de unas 250 000 personas y una superficie terrestre de más de 1 700 000 kilómetros cuadrados (17 952 kilómetros cuadrados sin la reclamación en la Antártida). La gran mayoría de esta superficie terrestre constituye el Territorio Antártico Británico casi totalmente deshabitado, mientras que los dos territorios más grandes en cuanto a población, las Islas Caimán y las Bermudas, representan aproximadamente la mitad de la población total de los TBU. Las Islas Pitcairn, pobladas por los supervivientes del Motín del Bounty, es el territorio habitado más pequeño, con 49 habitantes, mientras que la menor superficie terrestre la tiene Gibraltar, en el extremo sur de la península ibérica. El Reino Unido participa en el Sistema del Tratado Antártico y, como parte de un acuerdo mutuo, el Territorio Antártico Británico es reconocido por cuatro de las otras seis naciones soberanas que reclaman el territorio antártico, pero a su vez es cuestionado por otras naciones.

## Política y Gobierno

### Jefe de Estado
El jefe de Estado en los territorios de ultramar es el monarca británico, Carlos III. El papel del rey en los territorios es en su papel de rey del Reino Unido, y no en sí de cada territorio. El rey nombra un representante en cada territorio para ejercer su poder ejecutivo. En los territorios con una población permanente, el rey nombra un gobernador con el asesoramiento del Gobierno Británico. En la actualidad (2019) todos los gobernadores, salvo dos, son diplomáticos de carrera o han trabajado en otros departamentos de la administración pública. Los dos gobernadores restantes son antiguos miembros de las fuerzas armadas británicas. En los territorios sin población permanente, se suele nombrar a un Comisionado para que represente al rey. Excepcionalmente, en el territorio de ultramar de Santa Elena, Ascensión y Tristán da Cunha, se designa a un administrador para que sea el representante del Gobernador en cada una de las dos partes distantes del territorio, a saber, la isla de Ascensión y Tristán da Cunha.
La función del gobernador es actuar como jefe de Estado de facto, y suelen ser responsables de nombrar al jefe de Gobierno y a los altos cargos políticos del territorio. El gobernador también es responsable de mantener el enlace con el Gobierno del Reino Unido y de llevar a cabo cualquier tarea ceremonial. Un comisionado tiene los mismos poderes que un gobernador, pero también actúa como jefe de Gobierno.

### Sistema legal
Cada territorio de ultramar tiene su propio sistema jurídico independiente del Reino Unido. El sistema jurídico se basa generalmente en el derecho consuetudinario inglés, con algunas distinciones en función de las circunstancias locales. Cada territorio tiene su propio fiscal general y su propio sistema judicial. Para los territorios más pequeños, el Reino Unido puede nombrar a un abogado o juez con sede en el Reino Unido para que trabaje en los casos legales. Esto es particularmente importante para los casos de delitos graves y en los que es imposible encontrar un jurado que no conozca al acusado en una isla con poca población.
El juicio por agresión sexual de Pitcairn de 2004 es un ejemplo de cómo el Reino Unido puede optar por proporcionar el marco jurídico para casos particulares en los que el territorio no puede hacerlo solo.

## Relaciones con el Reino Unido

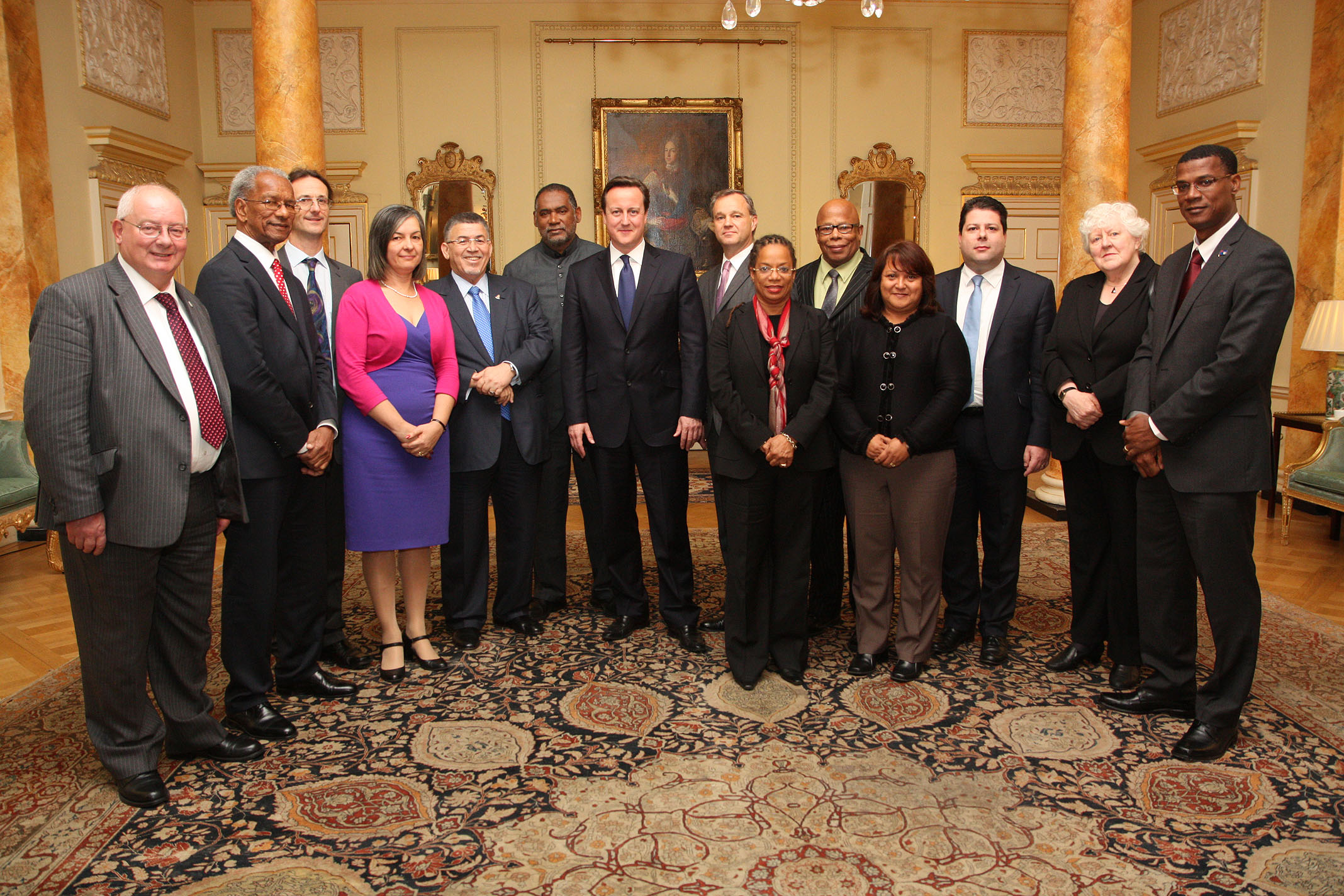
Jefes de Gobierno de los Territorios británicos de Ultramar con el entonces primer ministro británico David Cameron en 2012

Históricamente, el secretario de Estado para las Colonias y la Oficina Colonial eran responsables de la supervisión de todas las colonias británicas, pero hoy en día el Ministerio de Asuntos Exteriores y del Commonwealth (FCO) tiene la responsabilidad de velar por los intereses de todos los territorios de ultramar, excepto las Bases de Operaciones Soberanas de Akrotiri y Dhekelia, que están bajo la jurisdicción del Ministerio de Defensa. Dentro de esa oficina, la responsabilidad general de los territorios está a cargo de la Dirección de Territorios de Ultramar.
Gran Bretaña y los territorios de ultramar no tienen representaciones diplomáticas entre sí, aunque los gobiernos de los territorios de ultramar con poblaciones indígenas mantienen una oficina de representación en Londres. La Asociación de Territorios de Ultramar del Reino Unido (UKOTA) también representa los intereses de los territorios en Londres. Los gobiernos, tanto de Londres como de los territorios, se reúnen ocasionalmente para mitigar o resolver los desacuerdos sobre el proceso de gobierno en los territorios y los niveles de autonomía.
Reino Unido proporciona asistencia financiera a los territorios de ultramar a través del Departamento de Desarrollo Internacional. Actualmente  sólo Montserrat y Santa Elena reciben ayuda presupuestaria (es decir, contribución financiera a la financiación recurrente). El Reino Unido pone a disposición de ellos varios fondos especializados, entre los que se encuentran:
- El Fondo del Buen Gobierno, que presta asistencia en la administración pública;
- El Presupuesto del Programa de Diversificación Económica, que tiene por objeto diversificar y mejorar las bases económicas de los territorios.

Los territorios no tienen representación oficial en el Parlamento del Reino Unido, pero tienen una representación informal a través del Grupo Parlamentario de Todos los Partidos y pueden presentar peticiones al Gobierno del Reino Unido a través del sitio web Directgov e-Petitions.
Dos partidos nacionales, el UKIP y los Demócratas Liberales, han respaldado los llamamientos para la representación directa de los territorios de ultramar en el Parlamento del Reino Unido, así como los miembros de la reserva del Partido Conservador y el Partido Laborista.

## Galería de imágenes

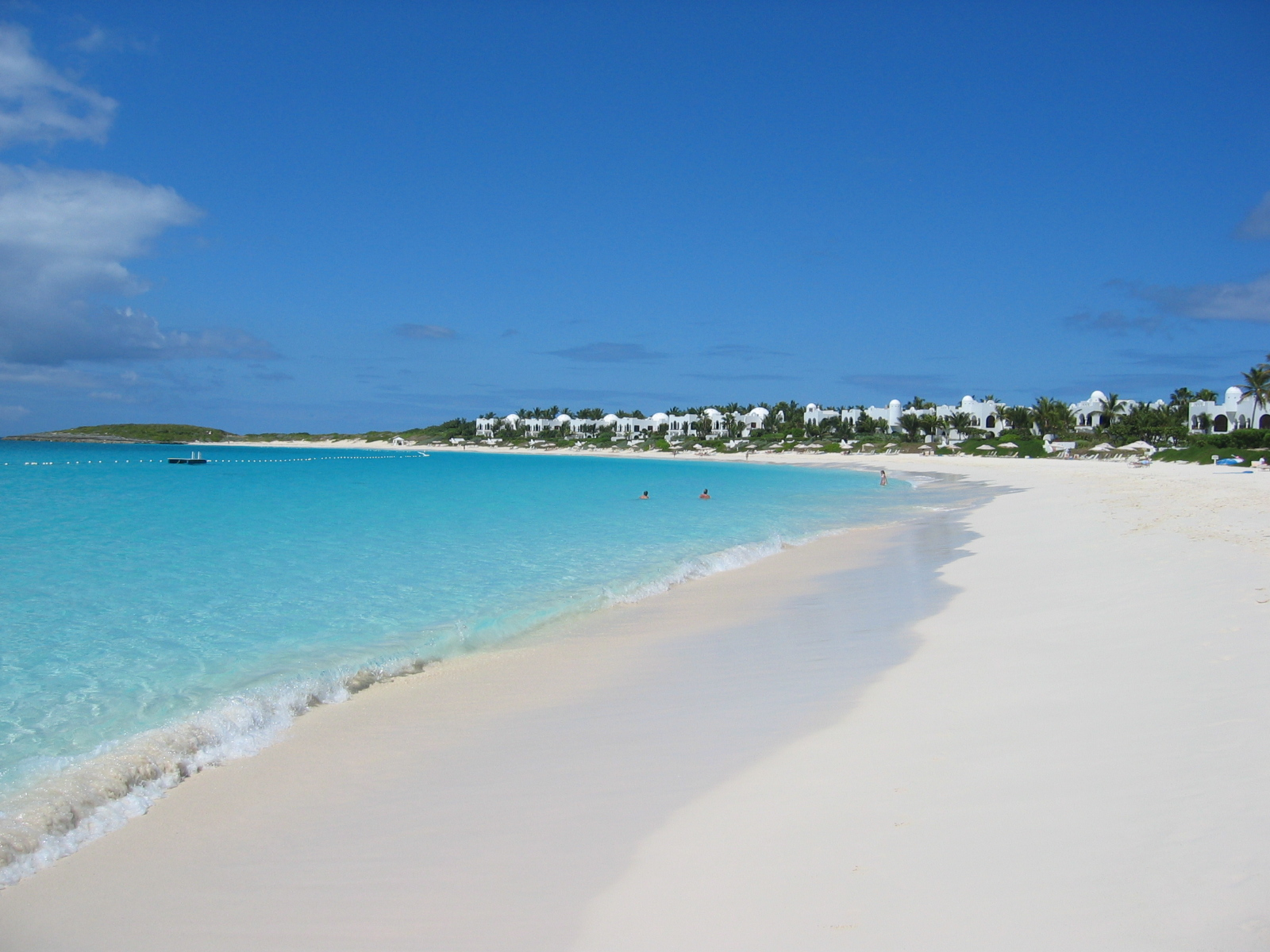
Cabo Juluca, Bahía Maundays, Anguila.
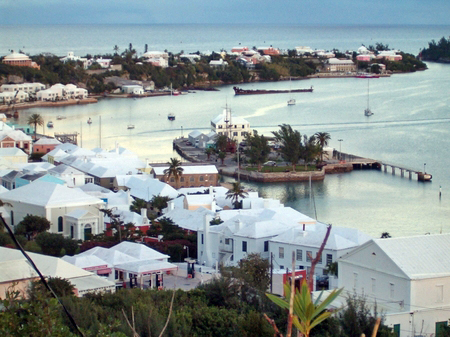
St. George, Bermudas.
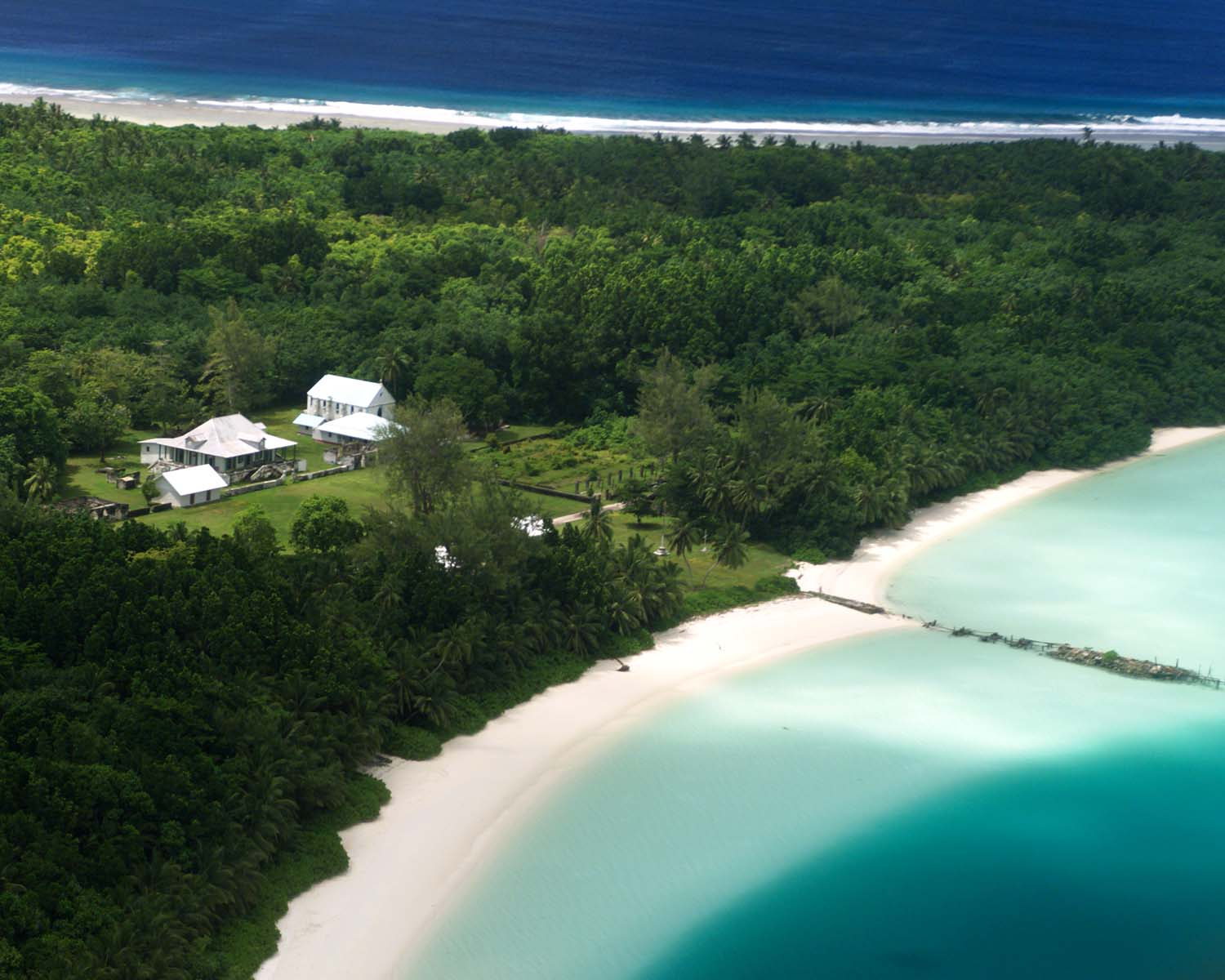
Vista aérea de la isla Diego García, Territorio Británico del Océano Índico.
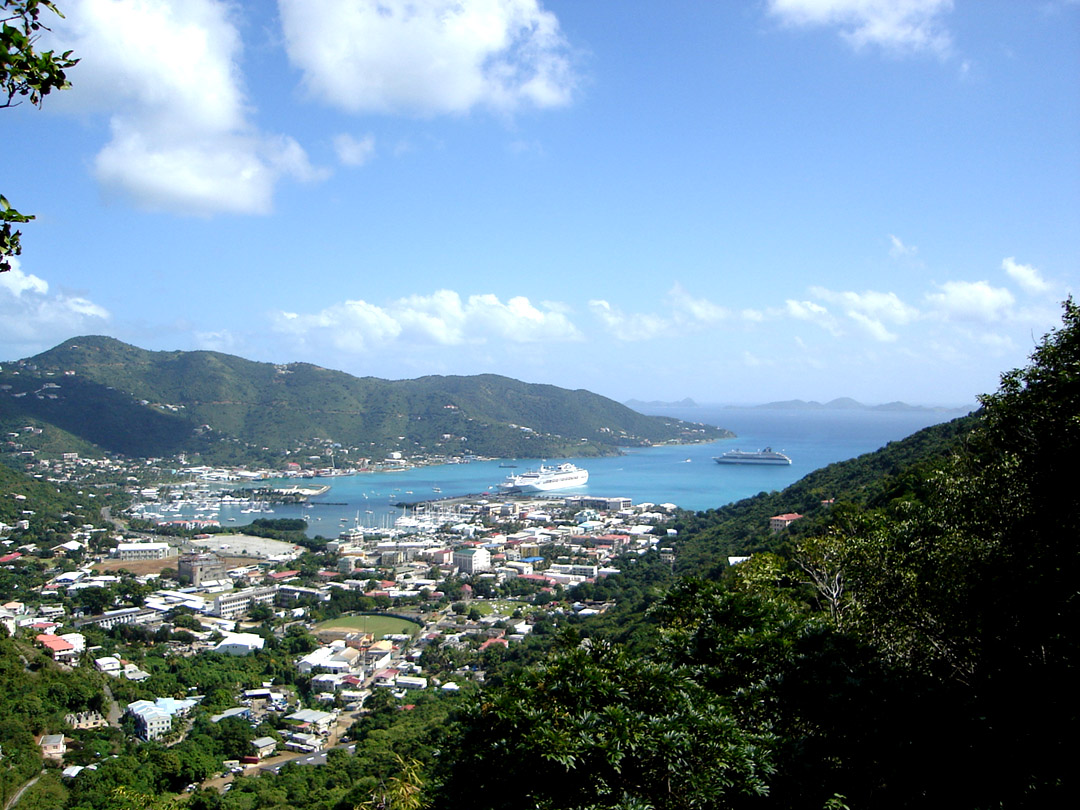
Road Town, Tórtola, Islas Vírgenes Británicas.
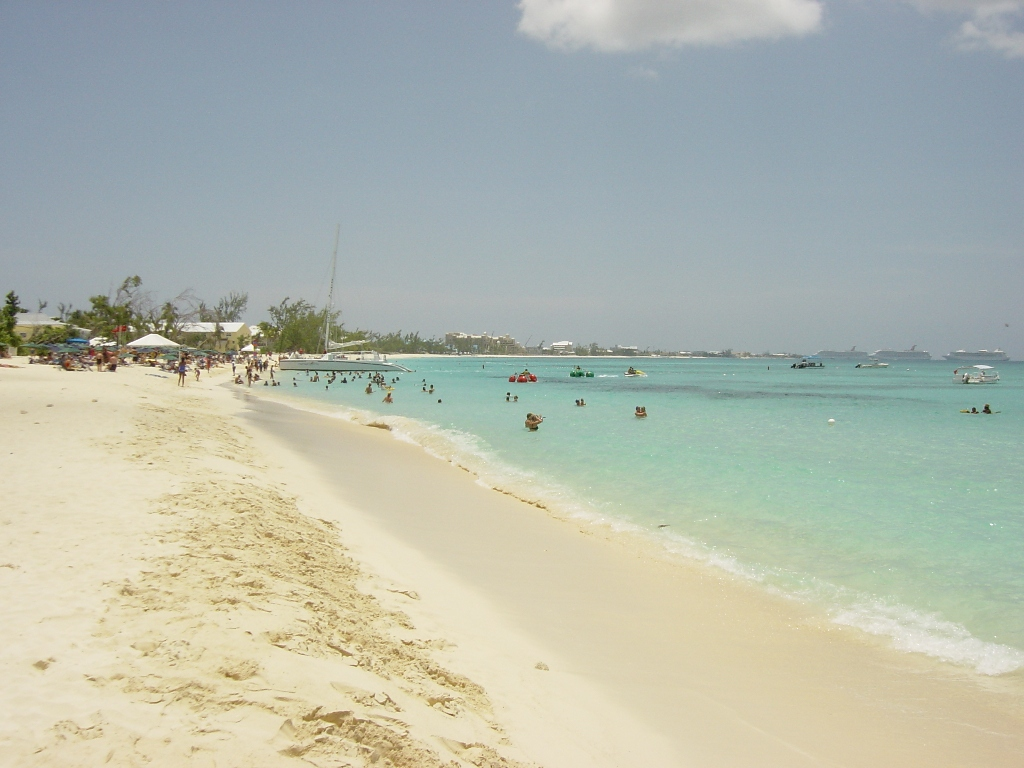
Playa Seven Miles en Gran Caimán, Islas Caimán.
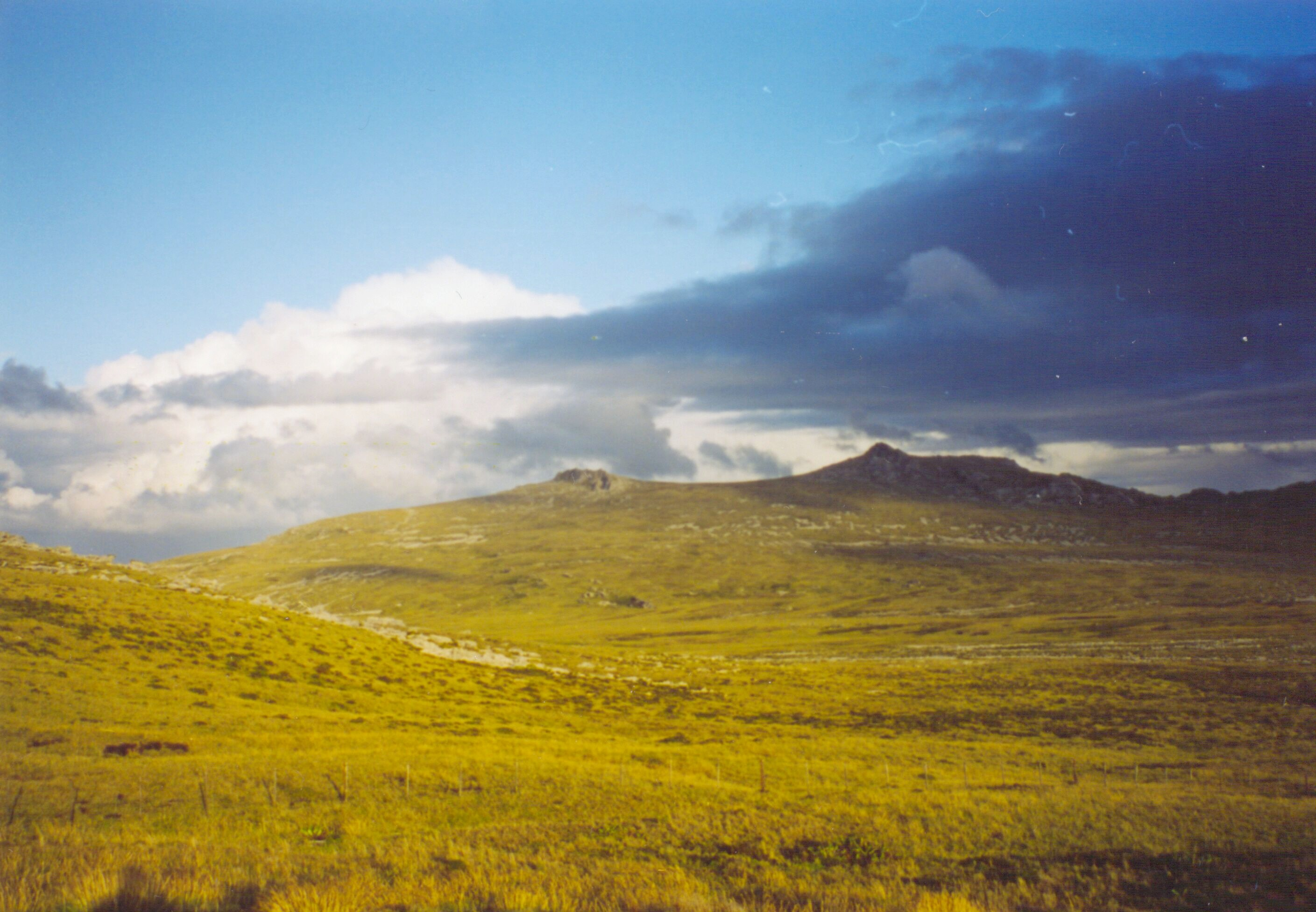
Upland, Islas Malvinas.
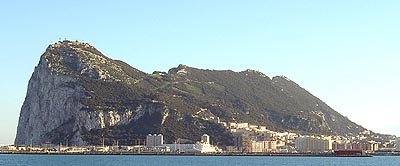
Peñón de Gibraltar, Gibraltar.
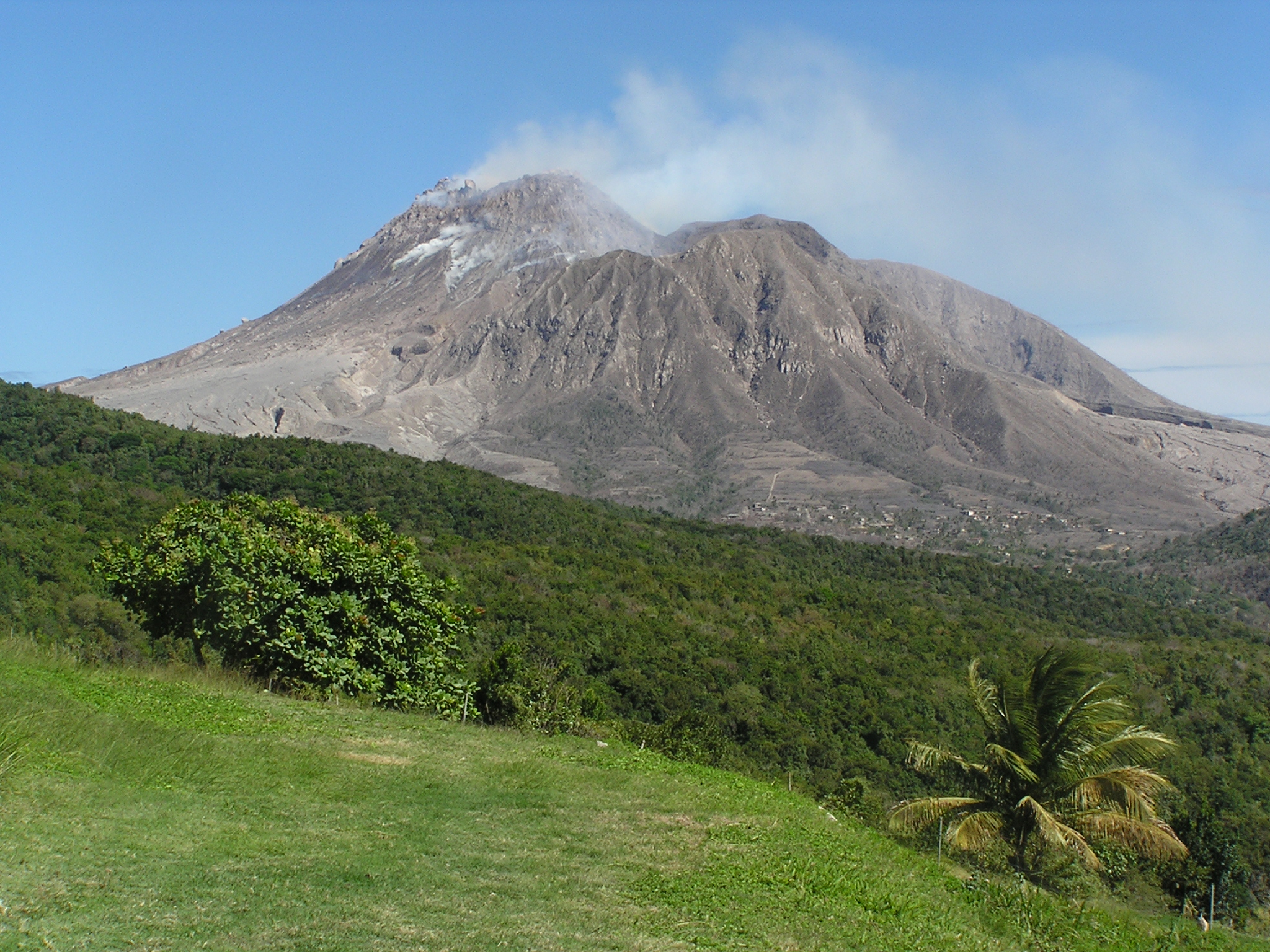
Volcán Soufrière Hills, Montserrat.
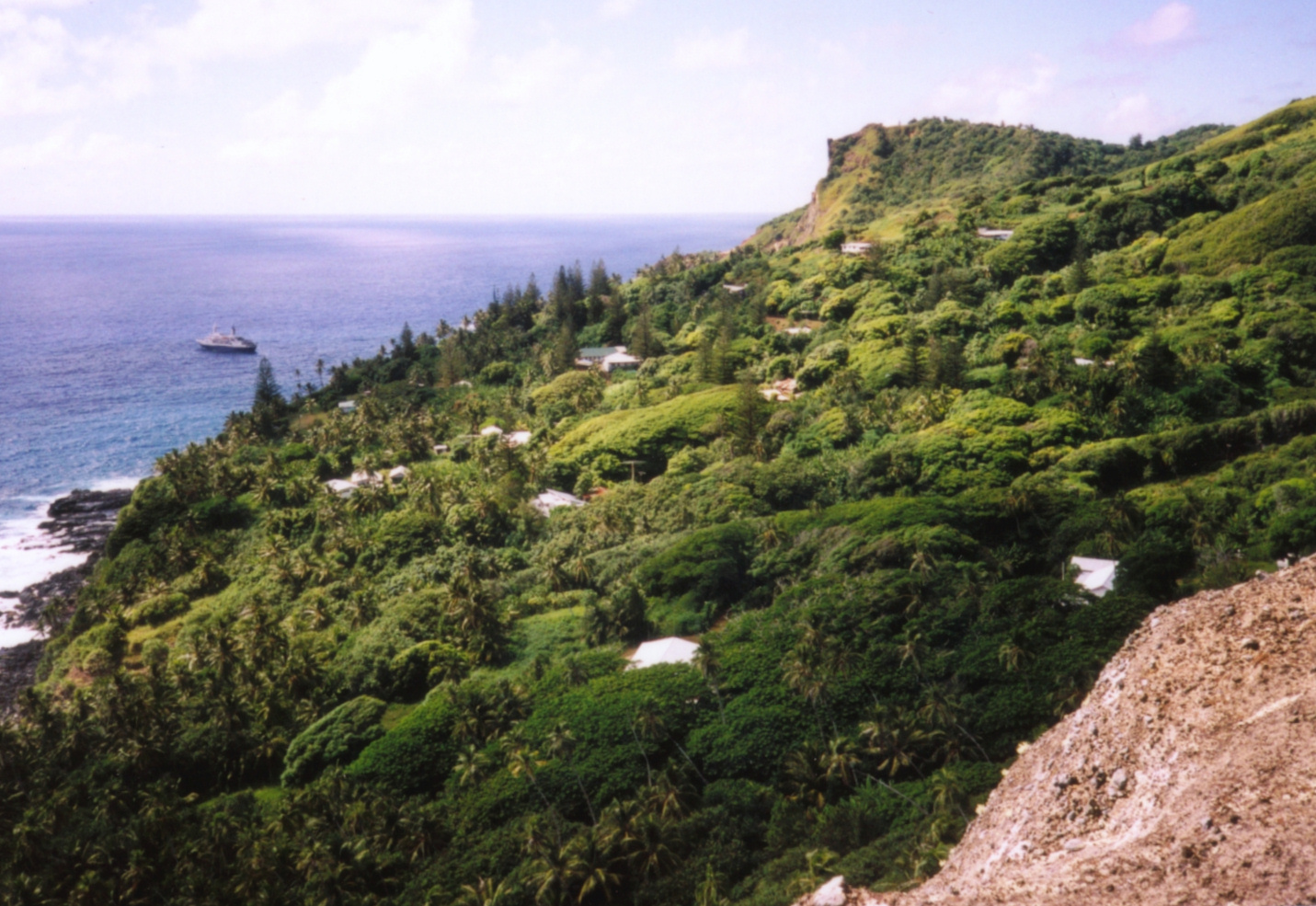
Adamstown, Islas Pitcairn.
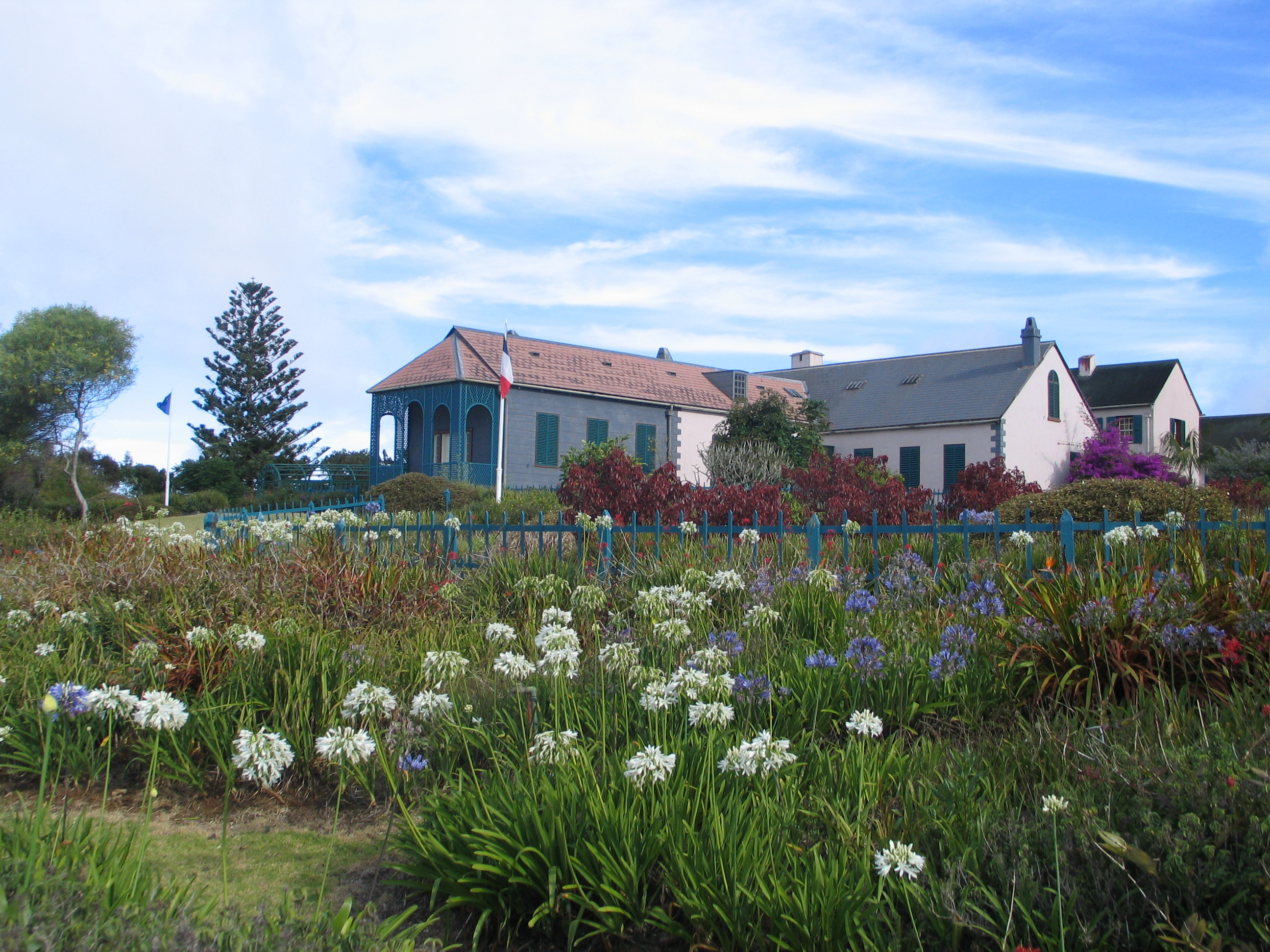
Casa Longwood, residencia de Napoleón en Santa Elena, Ascensión y Tristán de Acuña.
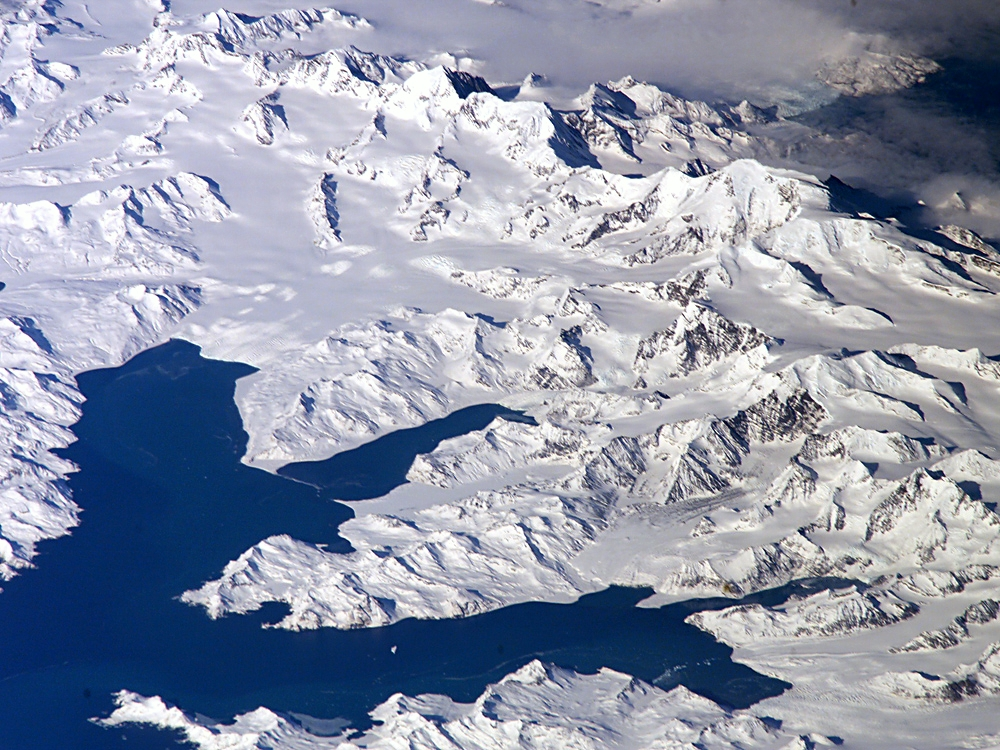
Bahía Cumberland, Islas Georgias del Sur y Sandwich del Sur.
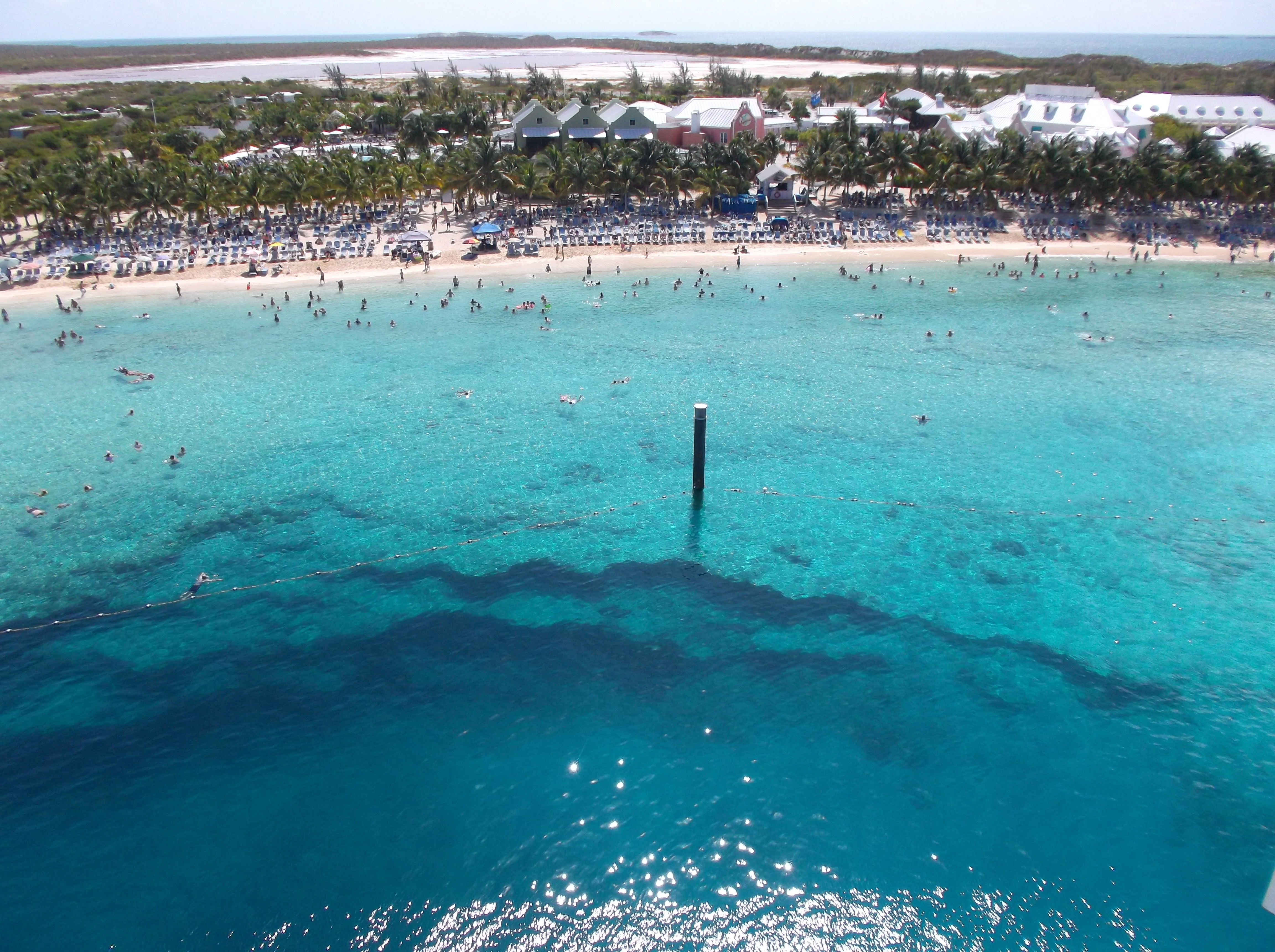
Playa Sunray, Isla Gran Turca, Islas Turcas y Caicos.
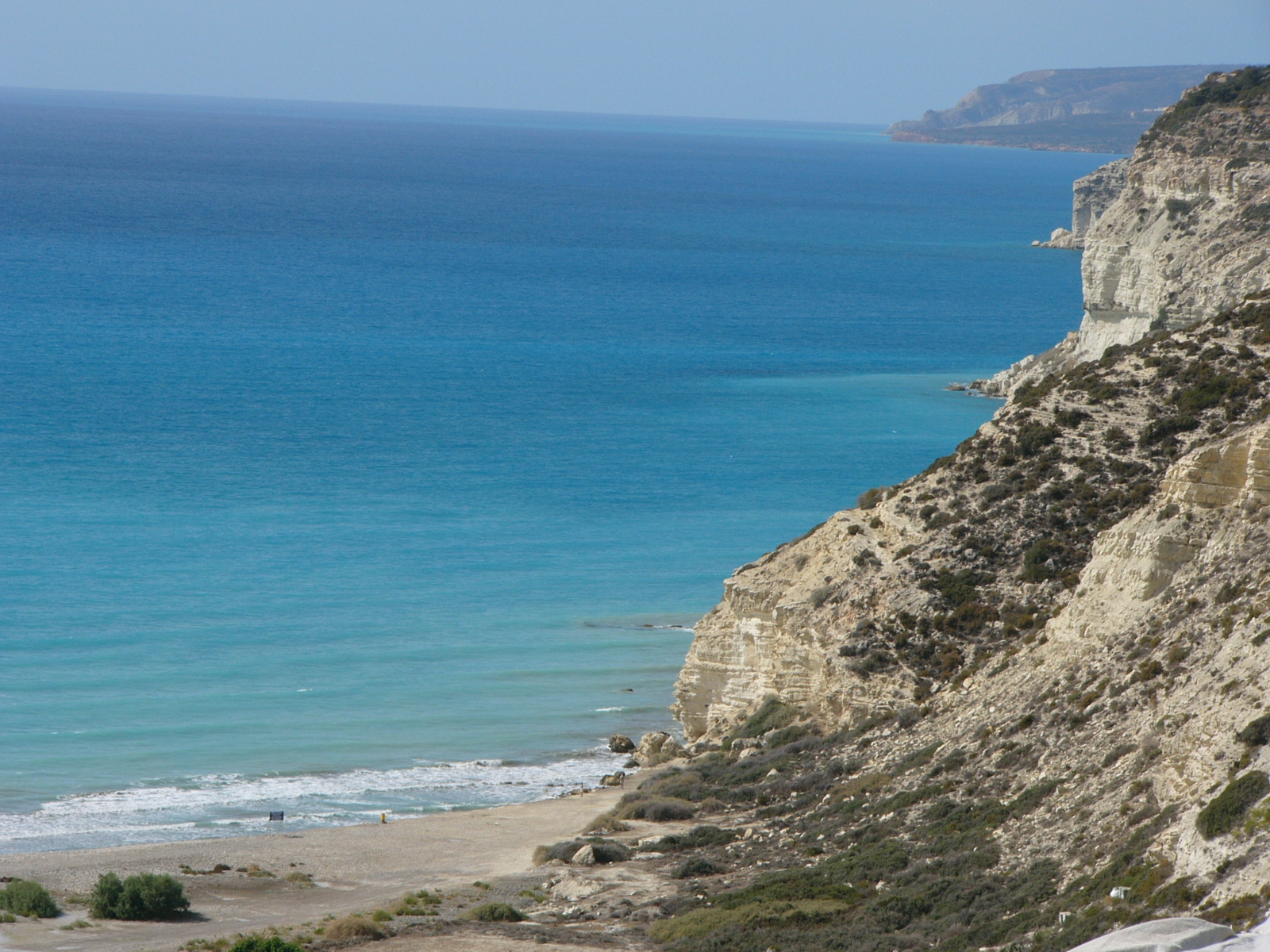
Bahía Episkopi, Acrotiri, Acrotiri y Dhekelia
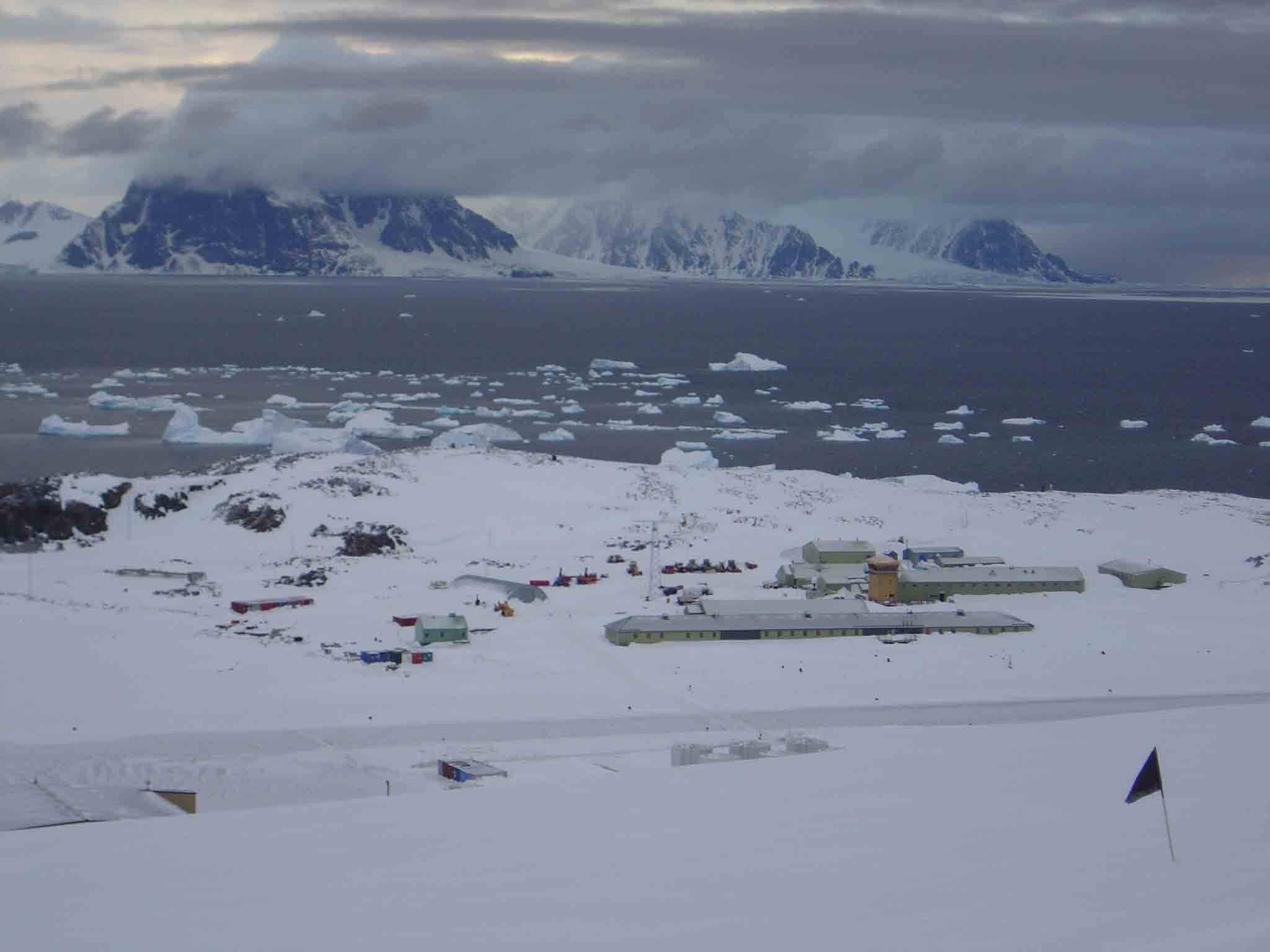
Estación de Investigación Rothera, Territorio Antártico Británico